# ساتورو آساری
ساتورو آساری (انگلیسی: Satoru Asari؛ زادهٔ ۱۰ ژوئن ۱۹۷۴) فوتبالیست اهل ژاپن است.
از باشگاه‌هایی که در آن بازی کرده‌است می‌توان به توکیو اشاره کرد.